# 俄罗斯入侵乌克兰时间轴 (2022年12月)

俄羅斯入侵烏克蘭的動態地圖（参见可交互的俄烏戰爭詳細地圖）

本條目主要列出俄罗斯入侵乌克兰在2022年12月的過程。

## 12月2日
烏克蘭總統顧問米哈伊洛·波多利亚克表示，自2月24日以来，已有10,000至13,000名乌克兰士兵丧生。

## 12月5日
西方对俄石油限价令生效，每桶石油限價60美元。
俄罗斯境內的三个空军基地发生爆炸，疑似是烏克蘭無人機對俄羅斯空軍基地進行空襲，但也有人認為是俄軍的軍紀渙散亂丟煙頭所導致，造成3名俄羅斯軍人死亡，4人受傷，俄羅斯空天軍也至少有兩架Tu-95轟炸機被重創。俄方表示空軍基地遭到烏克蘭無人機襲擊。
襲擊發生後，俄羅斯朝烏克蘭至少發射了约70枚巡航导弹。乌克兰声称有60枚导弹被击落，俄罗斯声称有17个目标被击中。有一枚導彈落入摩爾多瓦境內。
當天晚上，乌克兰国家能源公司表示，受到当天乌能源设施遭导弹袭击影响，部分电站无法满负荷运行，因此乌克兰全国将实施紧急限电措施。
自2022年6月以來，美國已經向烏克蘭提供了20套海馬斯。

## 12月6日
俄羅斯庫爾斯克州州長表示，境內再次遭到烏克蘭無人機襲擊，沒有造成人員傷亡。
俄羅斯總統普京下令將自己于2022年8月5日颁布的「关于在金融、燃料和能源领域对一些外国人和国际组织的不友好行为采取特别经济措施的第520号命令」的截止日期從2022年12月31日延伸至2023年12月31日。
俄羅斯國防部長紹伊古表示11月烏克蘭至少有8300軍人陣亡，並損失多架飛機、逾百輛坦克等。
联合国安理会就乌克兰人道主义局势举行公开会。
因匈牙利反对，欧盟方面未能通过一项总额达180亿欧元的援助乌克兰方案。
烏克蘭東部頓內斯克州的親俄女議員皮羅戈娃與一位友人，因遭到砲火攻擊身亡，砲擊死亡過程的影片被放在推特的平台上，經頓涅茨克人民共和國總統杰尼斯・普希林和俄羅斯國營媒體塔斯社（TASS）證實確認，被砲擊身亡的兩人，其中一人就是皮羅戈娃本人，對此杰尼斯・普希林表示：「她是一個善良的人，是一個非常好的人，她總是幫助每一個有需要的人，從來不會漠視任何一個遭遇困難的人，如今失去了她，對我們所有人來說，是一個巨大的損失」，此事也被外界媒體質疑或認為是俄軍或烏軍雙方相互砲擊所導致，也有人質疑是烏克蘭政府清算親俄人士的預兆，死亡地點位於頓內茨克市。

## 12月7日
俄罗斯国防部通报称，过去一天俄军在克里沃罗格摧毁乌军海马斯火箭弹仓库，并在红利曼方向占据有利地形。烏克蘭當局表示，一夜之間該國擊落了14架伊朗無人機，並在多地击退俄军进攻。同時扎波羅熱州的兩個村莊遭到俄軍無人機以及S-300飛彈攻擊，造成3平民受傷。
俄羅斯總統普京承認「特別軍事行動」實際進展比預想的時間要長。

## 12月9日
美國總統喬·拜登授權向烏克蘭提供新一輪2.75億美元的軍事援助。
英国首相辛偉誠与乌克兰总统泽连斯基进行了通话，英國首相承诺向该国提供更多的防空炮和短程防空导弹。
韩国政府表示，12月将向乌克兰提供发电机、小儿疫苗、医疗器材、紧急医药品等100吨人道援助物资。
泰晤士報表示，美国国防部默许乌克兰对俄罗斯境内目标进行远程袭击。

## 12月10日
在匈牙利反對的情況下，欧盟国家依舊決定为乌克兰提供180亿欧元援助。
德國將於2024年為烏克蘭提供2套「天網」（Skynex）防空系統。
俄罗斯使用伊朗制造的无人机攻擊了敖德萨的两个能源设施，导致乌克兰港口所有非关键基础设施断电，150万人受到断电影響。
烏克蘭對梅利托波爾發動攻擊。俄羅斯方面表示，梅利托波爾被4枚烏克蘭發射的導彈擊中。顿涅茨克和克里米亚也发生了爆炸。
俄罗斯国防部表示，俄军在库皮扬斯克方向打击了乌军人员；在顿涅茨克地区摧毁了乌军1套美制迫击炮定位雷达和数套多管火箭炮发射系统，并击落多架乌军的无人机；在顿涅茨克南部以及红利曼方向击退了乌军的进攻。此外，俄军还对多个乌军指挥所进行了打击。在扎波罗热地区，俄军拦截了多枚海马斯多管火箭炮系统发射的火箭弹。
乌克兰武装部队总参谋部表示，过去24小时，俄军对哈尔科夫、卢甘斯克、顿涅茨克等地区发动了5次导弹袭击和大约20次空袭；乌军在卢甘斯克、顿涅茨克等地约13个定居点附近击退俄军的进攻。乌军导弹和炮兵部队对俄军7个控制点、6个人员集中区、一个炮兵集中区和一个弹药库实施了打击。

## 12月11日
烏克蘭總統澤連斯基表示，巴爾穆特已被俄羅斯軍隊炸成廢墟。
因为发电机未能启动，敖德萨港停止运作。
基辅第聂伯河左岸传出爆炸声，但爆炸发生时没有拉响防空警报。
乌克兰国家能源公司董事会主席表示，乌克兰能源工作者已经恢复了电力系统大部分发电能力。
俄罗斯国防部表示，俄军在哈尔科夫、顿涅茨克、卢甘斯克地区对多个乌军目标实施了打击，并摧毁了乌军的一套防空导弹系统。在南顿涅茨克方向，俄军的炮兵部队击退了乌军的进攻。在红利曼方向的进攻行动中，俄军已取得进展。此外，俄军在顿涅茨克和扎波罗热等地击落了多枚乌军发射的火箭弹。
乌克兰武装部队总参谋部表示，过去24小时乌军在卢甘斯克、顿涅茨克等地约11个定居点附近击退了俄军的进攻。此外，乌军导弹和炮兵部队对俄军3个控制点以及3个人员、武器和装备集中区实施了打击。
俄佔梅利托波尔遭到烏克蘭攻擊，造成2人死亡。

## 12月12日
欧盟各国外长同意向一个基金再次注资20亿欧元，用于向乌克兰的军事援助。乌克兰总统泽连斯基呼吁七国集团提供更多的坦克、大炮和远程武器。七国集团成员表示，它们會共同努力以增强乌克兰的军事能力，立即将重点放在防空系统上。
烏克蘭任命的盧甘斯克州州長谢尔盖·盖达伊表示，卢甘斯克地区的一家私立武裝公司負責人被烏克蘭武裝部隊擊斃，該負責人來自瓦格納集團。
英国以俄羅斯對烏克蘭發動导弹袭击为由宣佈制裁俄罗斯军事指挥官，同時有伊朗商人被制裁，他們涉嫌向俄羅斯提供用來攻擊烏克蘭的军用无人机。
欧盟以侵犯人权为由宣佈制裁20名个人和1个伊朗实体。欧盟外交部长声称，伊朗方面向俄罗斯提供了见证者-136无人机。

## 12月13日
英國一位中將表示，英國皇家海軍陸戰隊曾秘密前往烏克蘭境內參加軍事行動。
頓涅茨克人民共和國總統杰尼斯·普希林表示頓涅茨克州有一半的面積被俄羅斯聯邦控制。
美国官员表示，美国准备批准向乌克兰提供愛國者導彈。

## 12月14日
基輔市中心發生爆炸，有2座行政大樓受損。基輔市長表示防空系統擊落至少10架俄羅斯派出的伊朗製無人機。
一位乌克兰议会議員表示在赫尔松发现了一个儿童酷刑室。
俄羅斯將釋放64名烏克蘭人以及一名美國人。

## 12月15日
CNN獨家訪問到一名來自俄國逃兵名字叫尼基塔，他說原本以為是要到白俄去演習，沒想到是被直接送上戰場。他所屬的第64步槍旅，入侵烏克蘭後，到處燒殺劫掠，有人不想作戰，上級就會下令格殺勿論，誰敢逃跑上級還會下令將同袍滅口，免得洩漏俄軍方位。另外第64獨立摩托化步兵旅士兵尼基塔表示：「每個人都覺得自己像藍波，還說我能輕易射殺烏克蘭人小菜一碟，結果等他們從前線回來，每個人都說我不想打仗了」、「他們毫不掩飾看到什麼都要搶『我想要這個我想要那個』，看到什麼就搶連車也是全都搶走。」普欽先前還公開讚揚過第64步槍旅，這名逃兵說有必要的話，他願意站上國際法庭作證，揭露俄軍暴行。
基辅经济学院表示，截至2022年11月，俄烏戰爭已对乌克兰基础设施造成1360亿美元的直接經濟损失。基輔市長表示，美国国际开发署向基輔提供了四台挖掘机和130多台发电机。赫尔松當地官員表示，在过去24小时内，赫尔松市被大炮、多管火箭炮、坦克、迫击炮和无人机击中86次，結果該市徹底停電，並有2人死亡。顿涅茨克市遭到乌克兰军队轰炸，这是該市自2014年以来所遭受的最猛烈的一場炮击。
联合国人权事务高级专员办事处高級專官員公佈了俄烏戰爭期間的441起殺戮案件。
美国五角大楼新闻秘书表示，美国将每月在欧洲培训500名乌克兰军人。
欧盟同意2023年将为乌克兰提供180亿欧元援助，同時欧盟各国领导人批准了第九轮对俄制裁方案。

## 12月16日
俄罗斯对乌克兰多座城市發射76枚導彈，造成至少4人死亡，基辅、哈尔科夫、波尔塔瓦、克列緬丘格等多座城市停水断电。向基辅发射的40枚导弹中有37枚被拦截。
俄罗斯总统普京视察了特别军事行动部队联合指挥部并全天在指挥部工作。

## 12月17日
24小时内大约600万居民恢复了供电和供水。

## 12月18日
英國方面表示，自2月以来英国已经向烏克蘭輸送多管火箭炮系统和125门防空高射炮、超过10万发火炮弹药。英国方面承诺2023年将对乌克兰繼續提供数十万枚炮弹。
俄罗斯炮击了赫尔松市市中心，造成3人受傷。赫爾松州州长表示，俄罗斯在过去一天用火箭、迫击炮和坦克炮火在赫尔松地区发动了54次袭击，造成三人死亡， 六人受伤。
别尔哥罗德州州长表示，别尔哥罗德州靠近乌克兰边境的地方遭到炮擊，造成1人死亡，8人受伤。

## 12月19日
凌晨基輔遭到超过20架伊朗制无人机来袭，基輔方面击落至少15架无人机，有一些基建设施和房屋受损，至少两人受伤。基輔的索洛米扬卡区和舍甫琴科区传出数次爆炸声。烏克蘭军方共发现俄军从亞速海派出至少35架无人机，烏克蘭軍方已摧毁其中30架。基輔境內的三個地區斷電。
由於俄羅斯入侵烏克蘭已導致天然氣價格飆升，當天歐洲各國能源部長達成協議，可對天然氣價格實施緊急限制。

## 12月20日
烏克蘭總統澤連斯基訪問巴赫穆特地區。
普丁出訪白俄羅斯表示：「希望兩國加強軍事合作」；盧卡申科在記者會上形容自己與普丁是共同侵略者，他提到：「你知道我倆是共同侵略者，是地球上最惡毒、有害的人類，只有一點必須計較，誰最惡毒？普丁說是他…」，只見坐在一旁的普丁先是斜眼看了盧卡申科後乾笑以對，似乎不知道如何回應，他邊點頭邊低聲說「是我」，盧卡申科接續表示：「我也覺得他是，所以我們決定站在一起，就這樣」。兩人就地區軍事、經貿合作進行談話後，盧卡申科突然自嘲他與普丁是「地球上最惡毒、最有害的人類」，一番話讓坐在旁邊的普丁措手不及。
部分白俄羅斯將領致信呼籲盧卡申科別再與烏俄戰爭有瓜葛，並稱加入俄國入侵烏國的舉動無異於「自殺」 ，俄羅斯人違反白俄憲法第一條，依據該憲法條文規定，白俄在自己的領土上保有完全的權力，並具備內外政治獨立性，但莫斯科當局正企圖破壞白俄的主權。 普丁否認有對白俄併吞的想法，並且聲稱對白俄並不感興趣，美國舉例烏克蘭批：非常諷刺   。
白俄羅斯反對派消息來源說，白俄作戰部隊已準備就緒，最快未來幾天就會進入烏克蘭，數以千計軍人已做好準備，隨時可以部署。
俄罗斯向欧洲出口天然气的管道干线在楚瓦什共和国乌连戈伊-波马雷-乌日哥罗德段发生爆炸，造成三人死亡，一人受伤，但未影响天然气供应。

## 12月21日
烏克蘭總統澤連斯基前往美國訪問，這是俄罗斯入侵乌克兰以来，泽连斯基首度出国访问。澤連斯基会见了美国总统拜登，并在美国国会联席会议上发表讲话。
美国计划再向烏克蘭提供18亿美元军事援助。
俄羅斯總統普京表示俄罗斯将完成特别军事行动的既定任务。

## 12月22日
约翰·柯比表示，美国估计瓦格纳集团已在乌克兰部署了5万名雇佣兵，其中包括4万名罪犯和1万名承包商。他还表示，美方正準備对瓦格纳集团的供应商实施新的制裁。此外，他指责朝鲜向瓦格纳集团提供步兵火箭和导弹。朝鲜否认向俄罗斯提供武器。
俄羅斯武裝力量總參謀長瓦列里·格拉西莫夫表示自特別軍事行動開始以來，西方國家向烏克蘭提供了超過350輛坦克、700套火炮系統、100門多管火箭炮、30架直升機、至少5000架無人機。
在莫斯科一新闻发布会上，俄罗斯总统普京对记者说：“我们的目标不是转动军事冲突的飞轮，相反，是结束这场战争”。这是普京首次在公开讲话中将“特别军事行动”改称“战争”。

## 12月23日
俄罗斯联邦安全局表示，该局工作人员在罗斯托夫州逮捕了一名向乌克兰海马斯多管火箭炮系统编队发送目标指示的乌方间谍。这名间谍拥有俄罗斯和乌克兰双重国籍。
乌克兰总理什梅加尔宣布，来自伙伴国家的200多批能源设备已经运抵乌克兰。
荷兰表示2023年會向乌克兰提供25亿欧元的援助。
美国众议院批准了450亿美元的援乌方案。参议院在一天前通过了这部法案。法案接下来将送交美国总统乔·拜登签署成法。2022年，美国已向乌克兰送去了价值大约500亿美元的援助。

## 12月24日
乌克兰总统和官员表示，赫尔松遭到俄罗斯军队炮击，造成至少10人死亡和55人受伤。
俄罗斯与白俄罗斯举行联合军演。俄羅斯將三個坦克營調至白俄羅斯-烏克蘭邊境附近。
俄罗斯国防部发布战报称，俄军在库皮扬斯克、红利曼、顿涅茨克等方向打击了乌军人员和武器装备集结点，在顿涅茨克地区击落乌方战机和直升机。
乌克兰武装部队总参谋部发布战报称，俄军目前在红利曼方向、巴赫穆特方向、阿夫迪伊夫卡方向发动进攻。乌空军对俄军人员、武器和军事装备集中区进行打击。

## 12月25日
土耳其总统雷杰普·塔伊普·埃尔多安指责西方國家只会挑起乌克兰战争，而不是调解烏克蘭戰爭。
教宗方濟各在聖伯多祿大教堂發表聖誕文告，呼籲結束在烏克蘭的「無謂」戰爭。並警告這場持續10個月的衝突已加劇全球糧食短缺，呼籲停止把糧食當成武器。

俄罗斯国防部发布战报称，在过去24小时，俄军在卢甘斯克、顿涅茨克和扎波罗热等地区拦截了海马斯多管火箭炮炮弹；此外，俄军击退了试图从顿涅茨克南部发起反击的乌军部队。乌克兰武装部队总参谋部通报称，俄军在红利曼方向以及库皮扬斯克方向进行了密集炮击，多个定居点遭到打击。乌克兰空军、乌导弹和炮兵部队过去一天对俄军阵地、指挥所发动了打击。

## 12月26日
俄羅斯聲稱在恩格斯空军基地擊落一架烏克蘭無人機，並造成3人死亡。
俄羅斯国防部通报称，在克拉马托尔斯克摧毁停放有海马斯多管火箭弹发射系统和多种型号榴弹炮的乌军武器修理点；在卢甘斯克摧毁乌军1支侦察小队和1个迫击炮班。俄军炮兵和导弹部队还在顿涅茨克打击了乌军第72机械化旅的临时部署点和外国雇佣兵。
乌克兰武装部队总参谋部发布战报称，乌军过去24小时击退俄方在卢甘斯克和顿涅茨克16个定居点附近的进攻。乌空军对俄方5个人员装备集中区进行打击，乌导弹和炮兵部队则击中俄军指挥所等目标。
烏克蘭指控俄羅斯非法占據聯合國安全理事會常任理事國席位，呼籲將俄羅斯逐出安理會甚至整個聯合國。
此外，外長庫列巴表示，目標是在2023年2月底前舉行「和平峰會」、且最好是在聯合國舉行，並由聯合國秘書長古特雷斯擔任調解人，但在與莫斯科直接對話前，俄羅斯必須接受戰爭罪審判。

俄罗斯联邦安全局表示四名乌克兰人試圖进入布良斯克地区發動襲擊，結果這4人行動失敗，並最終被地雷炸死。

## 12月27日
俄罗斯當局決定禁止向包括G7、欧盟和澳大利亚在内的對俄實施原油价格上限的国家销售原油。禁令从2023年2月1日起生效。

## 12月28日
俄罗斯卫生部允许曾在乌克兰作战的俄罗斯士兵免费将精子存放在冷冻库中。
法國國防部長塞巴斯蒂安·勒克努到訪基輔。
乌克兰国防部情报总局局長表示，目前俄羅斯和烏克蘭均陷入僵局，雙方已無法進一步推進。

## 12月29日
俄罗斯上午对乌發动了新一波导弹攻击，乌克兰总统办公室顾问表示，俄羅斯向乌克兰发射了超120枚导弹。乌全国范围防空警报响起。基辅响起多次巨大爆炸声，俄羅斯的導彈襲擊造成基輔3人死亡。利沃夫和哈尔科夫等地均传出爆炸声。哈尔科夫的地铁停运。利沃夫90%和基辅40%地區斷電。
白俄罗斯总统府表示，當天上午一枚乌克兰S-300导弹从乌克兰境内落入白俄罗斯境内。
萨拉托夫州州长表示，一架烏克蘭無人機在恩格斯空军基地附近被擊落，事故造成周圍房屋輕微受損，沒有造成人員傷亡。
乌克兰总统泽连斯基签署了一项媒体限制法案，根據該法案，俄羅斯媒體在烏克蘭境內屬於非法媒體。

## 12月30日
乌克兰军队声称击落了俄羅斯方面發射的16架无人机。

## 12月31日
基辅发生爆炸，造成一死二十伤。乌克兰军方击落了12枚俄羅斯巡航導彈。赫梅利尼茨基遭到无人机袭击，造成2人受傷。
俄羅斯和烏克蘭交換被扣押人員，82名被扣押的俄罗斯军人和140名乌克兰人员被釋放。
在顿涅茨克州、卢甘斯克州、赫尔松州和扎波罗热州作战的俄羅斯武装部队可以不用向俄政府繳納所得税。